# Pierre François Verhulst
Pour les articles homonymes, voir Verhulst.
Pierre-François Verhulst (né à Bruxelles le 28 octobre 1804, mort dans cette même ville le 15 février 1849) est un mathématicien belge.
Inspiré par l'« Essai sur le principe de population » de Thomas Malthus, il proposa en 1838 un modèle décrivant l'évolution des populations humaines et animales grâce à un modèle qui ne soit pas exponentiel.
C'est dans la publication de 1845 qu'il nomme cette courbe « logistique » sans donner l'explication de ce terme. En hommage à ce travail, son nom est accolé à ce modèle, ainsi connu sous le nom de « modèle de Verhulst ».

## Biographie
Verhulst étudia les mathématiques sous la direction de Quetelet à l'Athénée royal de Bruxelles puis à l'université de Gand. À vingt ans, il remporta le prix scientifique de l'Université de Leyde pour un mémoire sur « le problème des maxima et minima », puis l'année suivante le prix de la Faculté des Sciences de Gand pour un mémoire sur le calcul des variations. Sa thèse, soutenue en 1825, portait sur la résolution des équations binomiales.
Il retrouva ensuite son maître Quételet qui l'invita à appliquer ses connaissances mathématiques aux statistiques et à la démographie. Atteint de tuberculose, il partit en convalescence dans les États pontificaux en 1830. Il donnait quelques conférences au Musée des Sciences de Bruxelles lorsqu'en 1834 il obtint la chaire d’analyse mathématique de l'École royale militaire de Belgique. Cette position financière stable lui permit de s'attaquer à la rédaction d'un Traité des fonctions elliptiques qui ferait la synthèse des recherches menées depuis cinquante ans par Legendre, Abel et Jacobi. L'ouvrage, paru en 1841, fut suivi de son élection à l'Académie des Sciences de Belgique.

## Le modèle de Verhulst
Les solutions de ce modèle sont, en temps continu, des fonctions logistiques d'équation :
{\displaystyle {\frac {\mathrm {d} P}{\mathrm {d} t}}=rP\left(1-{\frac {P}{K}}\right)}, où
- P est une variable dans le temps t représentant l’effectif de la population,
- r est le « taux de croissance maximum[3] », et
- le paramètre K est appelé la « capacité porteuse ».

En divisant des deux côtés par K et en définissant x tel que x=P/K, l’équation s’écrit alors :
{\displaystyle {\frac {dx}{dt}}=rx(1-x)}
ce qui est la forme la plus connue de la fonction logistique.
Cette équation à variables séparées est le fondement du modèle évolutif r/K. Elle sera étendue au cas de deux populations en compétition un siècle plus tard par le mathématicien italien Vito Volterra.

## Œuvres
- Pierre-François Verhulst, « Notice sur la loi que la population suit dans son accroissement », Correspondance mathématique et physique, no 10,‎ 1838, p. 113-121 (lire en ligne [PDF], consulté le 31 mai 2009)
- Pierre-François Verhulst, Traité élémentaire des fonctions elliptiques, Bruxelles, Hayez, 1841 (lire en ligne)
- Pierre-François Verhulst, « Recherches mathématiques sur la loi d'accroissement de la population », Nouveaux Mémoires de l'Académie Royale des Sciences et Belles-Lettres de Bruxelles, no 18,‎ 1845, p. 1-42 (lire en ligne [PDF], consulté le 18 octobre 2009)
- Pierre-François Verhulst, « Deuxième mémoire sur la loi d'accroissement de la population », Mémoires de l'Académie Royale des Sciences, des Lettres et des Beaux-Arts de Belgique, no 20,‎ 1847, p. 1-32 (lire en ligne [PDF], consulté le 31 mai 2009)

### Sources
- Mathématiques en dynamiques des populations de Christelle Magal, Université François Rabelais
- Bernard Delmas, « Pierre-François Verhulst et la loi logistique de la population », Mathématiques & sciences humaines, no 167,‎ automne 2004, p. 51-81 (ISSN 0987-6936, lire en ligne).
- Nicolas Bacaër, Histoires de mathématiques et de populations, Éditions Cassini, coll. « Le sel et le fer », 2008, 212 p. (ISBN 978-2-84225-101-7 et 2-84225-101-6), « Verhulst et l'équation logistique »
- Alain Hillion, Les théories mathématiques des populations, Paris, P.U.F., coll. « Que Sais-je, n°2258 », 1986, 127 p. (ISBN 2-13-039193-1).
- (en) Eric W. Weisstein, « Logistic Equation », sur MathWorld